# Rafael Lesmes
Rafael Lesmes Bobed (ur. 9 listopada 1926 w Ceucie, zm. 8 października 2012) – hiszpański piłkarz występujący podczas kariery na pozycji obrońcy.

## Kariera klubowa
Rafael Lesmes piłkarską karierę rozpoczął w klubie Atlético Tétouan w 1945. W 1949 trafił do pierwszoligowego Atlético Madryt, lecz nie rozegrawszy w nim meczu przeszedł w tym samym roku do Realu Valladolid. W Primera División zadebiutował 15 września 1949 w przegranym 0-1 meczu z Deportivo La Coruña. W 1952 został zawodnikiem Realu Madryt, w którym występował przez 8 lat.
Z Realem czterokrotnie zdobył w mistrzostwo Hiszpanii w 1954, 1955, 1957 i 1958 oraz pięciokrotnie Puchar Klubowych Mistrzów] Europy: w 1956, 1957, 1958, 1959, 1960 (Lesmes wystąpił w spotkaniach finałowych w 1956, 1957 i 1958). W 1960 powrócił do Realu Valladolid, gdzie rok później zakończył piłkarską karierę. Ostatni raz w lidze wystąpił 30 kwietnia 1954 w wygranym 2-0 meczu z Mallorką. Ogółem w lidze hiszpańskiej rozegrał 264 mecze, w których zdobył bramkę.

## Kariera reprezentacyjna
Jedyny raz w reprezentacji Hiszpanii Lesmes wystąpił 15 października 1958 w wygranym 6-2 towarzyskim meczu z Irlandią Północną. Wcześniej w 1950 był w kadrze na mistrzostwa świata.